# Охтина
Охтина (слч. Ochtiná) насељено је мјесто са административним статусом сеоске општине (слч. obec) у округу Рожњава, у Кошичком крају, Словачка Република.

## Становништво
| Година:    | 1994. | 2004.   | 2014.   | 2024.   |
| ---------- | ----- | ------- | ------- | ------- |
| Број људи: | 503   | 551     | 533     | 535     |
| Разлика:   |       | +9,54 % | -3,26 % | +0,37 % |

| Година:    | 2023. | 2024.   |
| ---------- | ----- | ------- |
| Број људи: | 531   | 535     |
| Разлика:   |       | +0,75 % |

Према подацима о броју становника из 2011. године насеље је имало 544 становника.